# Dissolver
Ein Dissolver ist ein Scheibenrührer, der vor allem in der Farben- und Lackindustrie, chemischen Industrie und Kunststoffindustrie zur Dispergierung genutzt wird. Dabei wird Pigmentpulver in einem Bindemittel dispergiert, wobei der Dissolver die Funktion hat, Agglomerate aus Primärteilchen aufzubrechen.

## Funktionsweise
An einer senkrechten Rührwelle ist eine mit Zähnen besetzte Rührscheibe angebracht, die in das zu dispergierende Produkt getaucht wird. Setzt sich die Scheibe in Drehbewegung entstehenden dabei Scherkräfte, die die Agglomerate zerteilen.
Für eine ausreichend hohe Kraftübertragung muss das Größenverhältnis von Rührscheibe und Rührbehälter sowie die Drehzahl und Füllhöhe beachtet werden. Eine ideale Dispergierung wird erreicht, wenn sich im Produkt ein torusartiges Strömungsbild einstellt (sogenannter Doughnut-Effekt).

## Einsatzgebiete
- Lackherstellung
- Flüssigfarbherstellung
- Papierherstellung

## Quelle
- Artur Goldschmidt, Hans-Joachim Streitberger: BASF Handbuch Lackiertechnik, Vincentz Network GmbH & Co KG, 2002, ISBN 3-87870-324-4